# Parectopa nesitis
Parectopa nesitis là một loài bướm đêm thuộc họ Gracillariidae. Nó được tìm thấy ở quần đảo Virgin (Saint Thomas).